# アルベルト・コバ
アルベルト・コバ（Alberto Cova、1958年12月1日 - ）は、イタリアの男子陸上競技長距離選手である。

## 主な成績
- 1983年 世界陸上競技選手権大会 10000m優勝
- 1984年 ロサンゼルスオリンピック 10000m優勝

## プロフィール
- 1980年代中盤に活躍した長距離選手であった。
- ヘルシンキ世界陸上選手権、ロサンゼルスオリンピックではともに本命視されていなかったが、巧みなレース運びのレース巧者ぶりで、ともに10000mで金メダルを獲得した。